# موشه هس

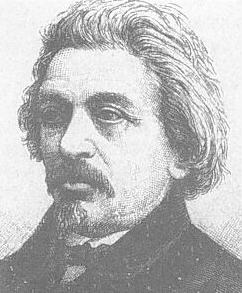
موشه هس، فیلسوف و صهیونیست اهل آلمان

موشه هس (آلمانی: Moses Hess) (به تلفظ عربی: موسی هس) فیلسوف آلمانی-فرانسوی، یهودی و سوسیالیست بود و از مؤسسان صهیونیسم کارگری به‌شمار می‌رفت.

## زندگی
هس در بن آلمان به دنیا آمد. در آن زمان بن تحت سلطه فرانسویان بود. هس تعلیمات مذهبی یهودی را از پدربزرگ خود آموخت و بعدها فلسفه را در دانشگاه بن شروع کرد ولی هیچ‌وقت فارغ‌التحصیل نشد.
او یکی از اولین افرادی بود که جنبش سوسیالیسم را ایجاد کرد. این جنبش مقدمه جنبشی بود که بعدها صهیونیسم نامیده شد. او با یک زن کاتولیک از طبقه متوسط جامعه ازدواج کرد که اینکار نوعی تقابل با فرهنگ بورژازی آن زمان بود. بعضی متون ادعا کردند که همسر او یک زن فاحشه بوده‌است که توسط هس نجات داده شده بود.

## کمونیسم
هس با جنبش کمونیسم همدرد بود ولیکن معتقد نبود که مشکل اصلی تمامی مسائل اجتماعی وابسته به اقتصاد است. بعد از اینکه انقلاب سال ۱۸۴۹ در آلمان شکست خورد او به استراسبورگ فرار کرد و بعد از آنجا به ایالات متحده رفت.

## صهیونیزم اولیه
در سال ۱۸۶۱ تا ۱۸۶۳ او در آلمان زندگی کرد و یهودی‌ستیزی آلمانی‌ها را احساس کرد. در این زمان او نام خود را به نام اصلی خود موسی بازگرداند (او از نام موریتز استفاده می‌کرد). او رم و اورشلیم را در سال ۱۸۶۲ منتشر کرد. هس تاریخ را مجموعه‌ای از تلاش برای نژاد و هویت ملی می‌دانست. او ایده ملی‌گرایی ایتالیایی را مورد بررسی قرار داد و به این نتیجه رسید که یهودیان نیز نیازمند جنبش ملیگرایی هستند. در کتاب خود او پیشنهاد تأسیس یک کشور سوسیالیست در فلسطین می‌دهد و اعتقاد دارد که این راه تنها روش برای حل مشکل یهودی‌ستیزی در دنیای مدرن است.
در زمانی که کتاب او نوشته شد، بیشتر یهودیان آلمانی مایل به حل شدن در اجتماع بودند و علاقه چندانی به تشکیل کشور یهودی نداشتند. در این زمان کتاب او هیچ جنبش اجتماعی ایجاد نکرد. ایده‌های هس بعدها در اواخر قرن نوزدهم مورد توجه قرار گرفت. تئودور هرتزل پدر جنبش صهیونیسم دربارهٔ موسی هس و کتاب رم و اورشلیم نوشت که از زمان اسپینوزا دنیای یهودیان متفکری مانند موسی هس که فراموش شده‌است ایجاد نکرده و او ایده‌های کتاب کشور یهودی خود را از موسی هس اخذ کرده‌است. ولادیمیر زیو جابوتینسکی در کتاب لژیون یهودی در جنگهای جهانی نوشت که موسی هس یکی از افراد مهمی بوده‌است که اعلامیه بلفور را امکانپذیر کرده‌است و او را همرزم تئودور هرتزل، پینکسر و خانواده روتشیلد دانست.
او در سال ۱۸۷۵ در پاریس درگذشت و به وصیت او در قبرستان یهودی در شهر کلن دفن شد. در سال ۱۹۶۱ جسد او به قبرستان کینرت در اسرائیل منتقل شد تا در کنار دیگر رهبران صهیونیزم سوسیال نظیر نخمان سیرکین، بر بروشوف و برل کاتزنلسون دفن شود. مشاو کفار هس به نام او نامگذاری شده‌است.

## سخنان معروف
- شما ممکن است هزاران نقاب مختلف بزنید، نام و دین خود و نحوه زندگی خود را عوض کنید، در دنیا به صورت مخفی حرکت کنید تا هیچ‌کس نفهمد که یک یهودی هستید ولیکن هر توهین به نژاد یهودی شما را مانند مردی که به خانواده و نام خوب آن پایبند است ناراحت خواهد کرد.
- حتی تغییر دین نیز نمی‌تواند یک یهودی را از یهودی‌ستیزی آلمانی برهاند. آلمانی‌ها بیش از اینکه از دین یهودیان متنفر باشند از نژاد یهودیان متنفرند، آن‌ها از دین یهودیان کمتر از بینی یهودیان متنفرند.
- عصر مسیحایی (یهودیان) اکنون است که با تعلیمات عالی اسپینوزا شروع گردید و با انقلاب فرانسه به واقعیت تبدیل شد.